# Pieni Riihijärvi
Pieni Riihijärvi är en sjö i Finland. Den ligger i kommunen Kuhmo i landskapet Kajanaland, i den östra delen av landet, 500 km nordost om huvudstaden Helsingfors. Pieni Riihijärvi ligger 217 meter över havet. Den är 1,7 meter djup. Arean är 27,9 hektar och strandlinjen är 3,26 kilometer lång. Sjön  ingår i Uleälvens huvudavrinningsområde.   I omgivningarna runt Pieni Riihijärvi växer i huvudsak barrskog.